# Erich Wisplinghoff
Erich Wisplinghoff (* 21. Mai 1920 in Düsseldorf; † 19. Februar 1999 in Neuss) war ein deutscher Historiker, dessen Werk von strenger Quellenkritik geprägt ist. Als langjähriger Mitarbeiter des Hauptstaatsarchivs Düsseldorf beschäftigte sich Wisplinghoff hauptsächlich mit der Geschichte des Rheinlandes. Sein umfassendstes Werk ist die dreibändige Geschichte der Stadt Neuss.

## Leben und Werk
Erich Wisplinghoff wurde 1920 als Sohn des Kaufmanns Erich Wisplinghoff und seiner Frau Marie (geb. Düvel) in Düsseldorf geboren, wo er 1938 an der Hindenburgschule, dem heutigen Humboldtgymnasium das Abitur machte. Nach dem Reichsarbeitsdienst wurde Wisplinghoff 1938 Soldat. Er geriet in Kriegsgefangenschaft und konnte erst 1947 mit dem Studium der Geschichte, Germanistik und Latein an der Universität Bonn beginnen. Wisplinghoff wurde dort bei Paul Egon Hübinger mit einer Arbeit über den Kölner Erzbischof Friedrich I. promoviert. Im Jahr 1952 beendete Wisplinghoff sein Studium in Bonn. Er arbeitete seit 1956 am Hauptstaatsarchiv Düsseldorf. Dort wurde er 1970 Leiter der Abteilung I des Alten Archivs für den Landesteil Rheinland. Im Jahr 1985 ging Wisplinghoff in den Ruhestand und verstarb 1999 im Alter von 78 Jahren.
Wisplinghoff hinterließ ein umfangreiches Werk zur Geschichte des Rheinlandes. Er legte großen Wert auf strenge Quellenkritik und veröffentlichte große Quelleneditionen. Darüber hinaus veröffentlichte er zahlreiche Aufsätze in historischen Zeitschriften im Rheinland. Ein Schwerpunkt war die rheinische Agrargeschichte. Sein Hauptwerk ist die 1400 Seiten starke Geschichte der Stadt Neuss, die er in drei Bänden von 1975 bis 1989 veröffentlichte. Darüber hinaus verfasste er auf über 300 Seiten große Teile des ersten Bandes der Großen Stadtgeschichte Düsseldorfs. Für sein Lebenswerk erhielt Wisplinghoff 1983 das Bundesverdienstkreuz am Bande. 1985 ernannte ihn die nordrhein-westfälische Landesregierung zum Professor.

## Schriften (Auswahl)
- Geschichte der Stadt Neuss, 3 Bände, 1975–1989.
- Geschichte des Landes Nordrhein-Westfalen. Ploetz, Würzburg 1973; 2. Auflage, 1975.
- Untersuchungen zur frühen Geschichte der Abtei S. Maximin bei Trier von den Anfängen bis etwa 1150. Mainz 1970.